# Società Sportiva Racing Club Fondi
Pour les articles homonymes, voir Fondi (homonymie).
Maillots
Le Unicusano Fondi Calcio (F.C. Unicusano Fondi Calcio 1922) est un club de football situé à Fondi, dans la province de Latina (Latium). Il évolue en Ligue Pro Deuxième Division. Ses couleurs sont le rouge et le bleu foncé.

En octobre 2014, le club a été acheté par l'Université Nicolas-de-Cues qui l'a cédée en 2017.